# Jessica Townsend
Jessica Townsend (Caloundra, 18 april 1985) is een Australische auteur die bekend is vanwege haar Nevermoor-fantasyromans. Haar debuut Nevermoor: The Trials of Morrigan Crow won de Book of the Year Award bij de Australian Book Industry Awards. Bij de Adelaide Festival Awards for Literature won Nevermoor zowel de Premier's Award voor het beste gepubliceerde werk als de Children's Award. De filmrechten op Nevermoor zijn in 2016 verkocht aan 20th Century Fox. Scenarioschrijver Drew Goddard zal daarvoor het scenario gaan schrijven.

## Biografie
Townsend groeide op in Queensland, Australië. Ze begon met het schrijven van wat het eerste Nevermoor-boek zou worden in het jaar dat ze de middelbare school verliet. Townsend werkte 5 jaar bij de Australia Zoo van Steve Irwin, onder meer als redacteur van het kindertijdschrift Crikey! Ze verhuisde op 22-jarige leeftijd naar Londen en heeft van 2010 tot 2020 zowel in Queensland als Londen gewoond. Dankzij het succes van de Nevermoor-boeken was het voor Townsend mogelijk om fulltime schrijver te worden.
Morrigan Crow en het Wondergenootschap is Townsends eerste roman. Op de Frankfurter Buchmesse in 2016 was er voor het eerst belangstelling voor de publicatierechten van het boek. Op de rechten werd geboden door acht verschillende uitgeverijen. Townsend koos ervoor om de rechten te verkopen aan uitgeverij Hachette. Ze tekende in eerste instantie een contract voor drie boeken. Dit contract werd in 2019 verlengd voor nog eens drie boeken. Townsend heeft eerder gezegd dat ze al verhaallijnen in gedachten heeft voor negen boeken in de serie.

## Literaire invloeden
Townsend heeft zich tijdens het schrijven van de Nevermoor-reeks laten beïnvloeden door verschillende al bestaande verhalen. Zo noemt ze onder meer de boeken Little Women, The Babysitter's Club, His Dark Materials en de Harry Potter-serie. Haar werk is vergeleken met dat van J.K. Rowling en ze noemt Rowling als een grote bron van inspiratie.
Critici hebben ook overeenkomsten opgemerkt tussen de wereld van Nevermoor en het hedendaagse Londen. Onder andere het Dapperplein uit de boeken is geïnspireerd op Trafalgar Square en de Wondergrondse is een bewerking van de London Underground.

### De Nevermoor-reeks
- Nevermoor: The Trials of Morrican Crow (2017)
  - Morrigan Crow en het Wondergenootschap (2018)
- Wundersmith: The Calling of Morrigan Crow (2018)
  - Wondersmid: de roeping van Morrigan Crow (2019)
- Hollowpox: The Hunt for Morrigan Crow (2020)
  - Spookpokken: de jacht op Morrigan Crow (2020)
- Silverborn: The Mystery of Morrigan Crow (2025)[10]
  - Zilverkind: het mysterie van Morrigan Crow (2025)[11]

- Bibliothèque nationale de France: cb17759290w (data)
- Gemeinsame Normdatei: 1152219499
- International Standard Name Identifier: 0000 0004 6871 2696
- Library of Congress Control Number: n2017041088
- Nationale Bibliotheek van Letland: 000273357
- MusicBrainz: a8813dee-c8fd-44b5-84b2-5fd654484319
- Nationale Bibliotheek van Tsjechië: xx0224830
- Nationale Bibliotheek van Israël: 987007966566705171
- Système universitaire de documentation: 255748140
- Virtual International Authority File: 39150030688910962170
- WorldCat: E39PBJxCxVxPJ9ffVq7fd7KfMP